# Simon Sachs
Simon Sachs, född 1839 i Walldorf i Thüringen, död 8 januari 1907 i Stockholm, var en tysk-svensk affärsman, generalkonsul och filantrop. Han var bror till Julius von Sachs samt far till Josef Sachs, farfar till Ragnar Sachs, farfars far till Joen Sachs och farfars farfar till Daniel Sachs.

## Biografi
Simon Sachs växte upp i enkla förhållanden. Hans far var gravören Christian Gottlieb Sachs (död 1848) och hans mor var Maria Theresia Hofbauer (död 1849). Paret fick sju barn. Simon Sachs, som tidigt förlorat båda föräldrar, kom från Thüringen till Stockholm i början av 1850-talet för att arbeta i Joseph Lejas nyetablerade Pariserbasar, belägen vid Regeringsgatan nr 5 och senare även nr 7. 
Sachs blev snart Lejas närmaste medarbetare i det växande detaljhandelsföretaget. Efter Lejas död 1863 övertog han 1865 rörelsen genom att gifta sig med Lejas dotter Lea Mathilda. Han fullföljde därmed Lejas testamente som bland annat fastställde: Om min dotter Matilda Leja gifter sig med herr Simon Sachs från Walldorf, skall denne öfvertaga hela den ursprungliga af mig etablerade och sedermera af min hustru fortsatta rörelsen i Stockholm, emot utbetalning af värdet af hälften till min hustru Jenny Leja, född Schloss. [...] Dock bestämmer jag därvid, att äfven han ej får upptaga någon delägare i affären.
Under Simon Sachs och senare sonen Josef Sachs samt brorsonen Felix Sachs utvecklades varuhuset till ett av de största företagen inom detaljhandeln i Stockholm. År 1893 sysselsatte man drygt 120 anställda och hade blivit ett varuhus av europeiskt snitt. Samma år övertog sonen Josef Sachs ledningen helt och fadern drog sig tillbaka. Genom sammanslagning med K.M. Lundbergs varuhus bildades 1902 AB Nordiska Kompaniet (kort NK).
Simon Sachs var biträdande kommissarie för den svenska avdelningen vid världsutställningen i Paris 1878 och från 1893 turkisk generalkonsul i Sverige. Han var en av föreståndarna för Mosaiska församlingen i Stockholm och bedrev välgörenhet, bland annat genom att understöda kulturverksamhet. Enligt hans och makans uttryckliga önskemål finansierades Barnsjukhuset Simon och Mathilda Sachs' minne (idag Barn- och ungdomspsykiatriska kliniken) av hans dödsbo. För sina insatser erhöll han Vasaorden.